# Romaria
Romaria là một đô thị thuộc bang Minas Gerais, Brasil. Đô thị này có diện tích 401,965 km², dân số năm 2007 là 3561 người, mật độ 9,9 người/km².